# Triunghi feroviar

Reprezentarea unui triunghi feroviar

Un triunghi feroviar este un aranjament triunghiular de linii de cale ferată cu un comutator la fiecare vârf. Poate fi folosit pentru joncțiuni între șinele feroviare confluente sau ca o infrastructură care permite inversarea poziționării (regresiei) a unui motor de cale ferată asimetrică (cum ar fi o locomotivă cu abur sau un tramvai unidirecțional), similar cu ceea ce se poate realiza printr-o placă turnantă, o buclă de întoarcere sau o stea de inversare.